# Liste der denkmalgeschützten Objekte in Hippach
Die Liste der denkmalgeschützten Objekte in Hippach enthält die 8 denkmalgeschützten, unbeweglichen Objekte der Tiroler Gemeinde Hippach.

## Denkmäler
| Foto |                 | Denkmal                                                                                     | Standort                                           | Beschreibung | Metadaten |
| ---- | --------------- | ------------------------------------------------------------------------------------------- | -------------------------------------------------- | --- | --- |
| ja   | Datei hochladen | Kapelle Hl. Dreifaltigkeit HERIS-ID: 55680 Objekt-ID: 64438 TKK: 15037                      | Laimach 128 Standort KG: Laimach                   | Inschriftlich 1741 erbaute Kapelle im Ortsteil Laimach. | BDA-Hist.: Q38067166 Status: § 2a Stand der BDA-Liste: 2025-06-30 Name: Kapelle Hl. Dreifaltigkeit GstNr.: .357 Laimachkapelle, Hippach                                      |
| ja   | Datei hochladen | Alte Schule HERIS-ID: 97025 Objekt-ID: 112724 TKK: 115610                                   | Hippach-Dorf 28 Standort KG: Schwendberg           | Das alte Schulgebäude südlich der Pfarrkirche stammt aus dem 19. Jahrhundert. Der zweigeschoßige Mauerbau mit Satteldach hat ein ausgebautes Kellergeschoß mit gebänderter Putzfassade und Fensterrahmungen. Die Fenster der Obergeschoße sind mit gerader Faschenrahmung versehen. | BDA-Hist.: Q37769319 Status: § 2a Stand der BDA-Liste: 2025-06-30 Name: Alte Schule GstNr.: .7/1                                                                             |
| ja   | Datei hochladen | Kath. Pfarrkirche hll. Ingenuin und Albuin HERIS-ID: 55429 Objekt-ID: 64080 TKK: 15036      | Hippach-Dorf 29 Standort KG: Schwendberg           | Die barocke Pfarrkirche wurde von 1699 bis 1701 errichtet und weist ein dreijochiges Langhaus sowie ein Querschiff mit Seitenkapellen auf. Die Fresken im Chor und Langhaus wurden urkundlich 1746 sowie 1976 angebracht und zeigen neben dem Leben Christi diverse Evangelisten und Heiligendarstellungen. | BDA-Hist.: Q38065521 Status: § 2a Stand der BDA-Liste: 2025-06-30 Name: Kath. Pfarrkirche hll. Ingenuin und Albuin GstNr.: .5 Pfarrkirche hll. Ingenuin und Albuin (Hippach) |
| ja   | Datei hochladen | Friedhof mit Kapelle HERIS-ID: 97026 Objekt-ID: 112725 TKK: 15034, 39077                    | bei Hippach-Dorf 28 Standort KG: Schwendberg       | Der Friedhof südlich und östlich der Kirche wurde im 18. Jahrhundert angelegt und beinhaltet zahlreiche schmiedeeiserne Grabkreuze. | BDA-Hist.: Q37769329 Status: § 2a Stand der BDA-Liste: 2025-06-30 Name: Friedhof mit Kapelle GstNr.: 38 Friedhof Hippach                                                     |
| ja   | Datei hochladen | Kriegerdenkmal HERIS-ID: 97028 Objekt-ID: 112728 TKK: 15035                                 | bei Hippach-Dorf 29 Standort KG: Schwendberg       | Der heute als Kriegergedächtniskapelle gestaltete Kapellenbildstock am Friedhof stammt aus der zweiten Hälfte des 19. Jahrhunderts. Der gemauerte Bau mit kräftiger Architekturgliederung und schindelgedecktem Zeltdach ist nach Osten im Rundbogen geöffnet und seitlich durch Pilaster flankiert. An der Rückwand der Nische befindet sich ein mächtiges Kruzifix von Johann Sporer, an der Seitenwand Tafeln mit den Namen der Verstorbenen und Vermissten beider Weltkriege.                                                                                              | BDA-Hist.: Q37769337 Status: § 2a Stand der BDA-Liste: 2025-06-30 Name: Kriegerdenkmal GstNr.: 38                                                                            |
| ja   | Datei hochladen | Kapelle Maria vom Siege/Kapelle Hochschwendberg HERIS-ID: 55428 Objekt-ID: 64079 TKK: 15056 | Hochschwendberg 479 Standort KG: Schwendberg       | Die Kapelle am Schwendberg nahe der Volksschule wurde 1847/1848 erbaut. Die dreijochige, saalartige Kapelle mit geradem Chorschluss ist ein verputzter Blockbau über geschoßhohem Mauerfundament. Am steilen, schindelgedeckten Satteldach ein aufgesetzter Dachreiter. Über dem giebelseitigen Rechteckportal mit zweiflügeliger Tür ist ein Spruchband mit der Erbauungsinschrift angebracht. Unter dem Spiegelgewölbe innen eine kräftige Pilastergliederung mit stark profiliertem, verkröpftem Gesims. Die Deckenmalerei zeigt drei Szenen aus dem Leben Jesu und Marias. | BDA-Hist.: Q38065500 Status: § 2a Stand der BDA-Liste: 2025-06-30 Name: Kapelle Maria vom Siege/Kapelle Hochschwendberg GstNr.: .191 Kapelle Hochschwendberg                 |
| ja   | Datei hochladen | Kapelle Gschwendt/Kleine Marienkapelle HERIS-ID: 39257 Objekt-ID: 38977 TKK: 15041          | neben Hochschwendberg 490 Standort KG: Schwendberg | 1990 errichtete Kapelle im Ortsteil Gschwendt, die der Maria, Mutter vom Guten Rat geweiht ist. | BDA-Hist.: Q37988350 Status: Bescheid Stand der BDA-Liste: 2025-06-30 Name: Kapelle Gschwendt/Kleine Marienkapelle GstNr.: .236 Kapelle Gschwendt                            |
| ja   | Datei hochladen | Kapelle Spielleiten/hl. Jungfrau Maria HERIS-ID: 39258 Objekt-ID: 38978 TKK: 15039          | südlich Spielleiten 377 Standort KG: Schwendberg   | Die zweijochige, gemauerte Spielleitenkapelle hat einen geraden Chorschluss und auf dem steilen, mit Schindeln gedecktem Satteldach einen achteckigen Dachreiter mit Schallöffnungen. An der Giebelfassade befindet sich ein breites Segmentbogenportal, an den Traufseiten je zwei spitzbogige Fenster. Inneren flaches Tonnengewölbe und Pilastergliederung mit umlaufendem Gesims. | BDA-Hist.: Q37988360 Status: Bescheid Stand der BDA-Liste: 2025-06-30 Name: Kapelle Spielleiten/hl. Jungfrau Maria GstNr.: 138/2 Kapelle Spielleiten, Hippach                |